# Reinhold Budde
Reinhold Budde (* 1950 in Cloppenburg) ist ein deutscher Grafikdesigner und Künstler.

## Leben und Werk

### Ausbildung
Reinhold Budde machte von 1967 bis 1970 eine Lehre als Schriftsetzer in Cloppenburg und arbeitete danach als Fotosetzer in Hannover. 1973 bis 1974 studierte Budde Layouttechnik am Lehrinstitut für die Druckindustrie in Köln. In den Jahren 1974 bis 1978 folgte ein Designstudium in Hamburg. Dort war Budde als Lehrassistent tätig. Nach dem Studium arbeitete er als Designer am Institut für Packungsgestaltung in Hamburg. In den Jahren 1983 bis 1995 hat Budde als freier Designer für Firmen und Agenturen im In- und Ausland Corporate Design und Packungsdesignrichtlinien entwickelt. Budde ist seit 1996 als freier Künstler tätig. Er lebt und arbeitet in Bremen.

### Werk
Reinhold Buddes Arbeiten verbinden Malerei, Skulptur und Design. Seit 1990 arbeitet Budde mit monochromen Bildverfahren, die in verschiedenen Medien zur Geltung kommen. Bei den Lackarbeiten auf Aludibond wird neben der Vorderseite auch die Rückseite zum Trägermaterial. Diese Arbeiten sind mit leichtem Abstand zur Wand befestigt, so dass sie ihre jeweilige Farbigkeit auf die Wand reflektieren. Kennzeichnend für seine Malerei ab 2006 ist die Einbeziehung der Rückseite des Trägers, die behutsame Lösung vom Tafelbild, die Erweiterung der Farbpalette.
Budde greift auf Material aus dem Baumarkt zurück, z.W. Profilleisten aus Aluminium. Derartige Arbeiten bestehen z. B. aus zwei schmalen Profilen, die waagerecht mit geringem Abstand an der Wand angebracht sind. Die Ober- und Frontseite sind Schwarz, die Unterseite ist farbig lackiert. Beim zweiten Profil ist das Verfahren umgekehrt. So bildet sich zwischen den beiden Profilen ein Resonanzraum vergleichbar einem Klangkörper. In Arbeiten, die in den letzten Jahren entstanden sind, experimentiert er mit Profilleisten, die in einer Anordnung von vier, sechs, acht und mehr als Stützen zwischen Boden und Decke aufgereiht sind.

## Stipendien
- 1997 Schloss Neuhaus, Salzburg
- 2001–2002 Centrum Frans Masereel, Kasterlee, Belgien
- 2003 Künstlerhaus am Lenbachplatz, München
- 2004 Centrum Frans Masereel, Kasterlee, Belgien

## Einzelausstellungen (Auswahl)
- 2017 Weserburg | Museum für moderne Kunst, Bremen
- 2017 Kunstverein Ruhr e.V., Essen
- 2017 Kunsthalle Bremerhaven
- 2016 Künstlerhaus Göttingen
- 2016 Künstlerhaus Friesenstraße, Bremen
- 2015 Künstlerverein Malkasten, Düsseldorf „Parkhaus“
- 2014 Galerie des Westens (GaDeWe), Bremen
- 2013 Gerhard-Marcks-Haus, Bremen
- 2012 20 Jahre Künstlerhaus Bremen, WE MAKE A BLACK MENU mit Wolfgang Hainke
- 2009 Verein für Original-Radierung, München
- 2008 Projekt „OGO“ Bremen
- 2006 Galerie des Westens (GaDeWe), Bremen
- 2004 Kunstverein Cloppenburg
- 2003 Centrum Frans Masereel, Kasterlee, Belgien
- 2001 Galerie Herold, Güterbahnhof, Bremen
- 2000 Künstlerhaus Sootbörn Hamburg
- 1998 Kunstverein Kettenwerk Hamburg